# مقاطعة نهاوند
مقاطعة نهاوند (بالفارسية: شهرستان نهاوند) هي إحدى مقاطعات محافظة همدان في إيران. كان عدد سكان المقاطعة سنة 2006 حوالي 178,683 نسمة.